# Седиль
Седиль (також седилья, ісп. cedilla) — гачок, діакритичний знак, що додається знизу до деяких букв, які позначають приголосні звуки, щоб вказати на зміну прочитання цих букв. Назва «седиль» — зменшувальна від давньоіспанської назви літери Z — ісп. ceda.
У романських мовах діакритичний знак відомий як фр. cédille, порт. cedilha, кат. ce trencada («зламана C»). У цих трьох мовах, а також окситанській ç позначає звук [s], у деяких запропонованих варіантах орфографії естремадурської — /θ/.

## Походження

Походження

Знак з'явився в Іспанії як нижня частина малої курсивної z. Слово cedilla — зменшувальна форма давньоіспанської назви літери ceda.
У сучасній іспанській цей знак не використовується, на відміну від вищезгаданих мов.
Застарілою іспанською назвою седилі є cerilla. В англійській мові, згідно з Oxford English Dictionary, слово вперше вжите 1599 року в іспансько-англійському словнику. У виданні Cyclopædia 1738 року трапляється варіант ceceril. В англомовних текстах літера Ç може вживатися для запозичень з французької та португальської, таких як «cachaça», «limaçon» та «façade» (проте часто використовуються і написання «cachaca», «limacon», «facade» через відсутність ç на більшості англійських розкладок клавіатур).

## В турецькій та інших мовах
В інших мовах, таких як турецька, поширена в Україні кримськотатарська та деяких інших тюркських на базі латинки, а також індоєвропейській албанській, ç вважається незалежною літерою, що позначає глухий звук [tʃ]. Приклади: Çakmak, türkçe, tatarça, Dolmabahçe.

## Схожі діакритичні знаки
У деяких мовах до літер може додаватися кома (virgula), наприклад, у літері ș, яка виглядає схожою на седиль, проте насправді є діакритичною комою. Це може заплутувати читача у випадку однакових базових літер: наприклад, приголосний /ʃ/ у турецькій позначається ş, а у румунській — ș. При цьому для останньої інколи використовується ş (s-седиль) через частий брак s-коми у наборах символів.
Польські літери «ą» та «ę», а також литовські «ą», «ę», «į» та «ų» використовують не седиль, а огонек, що його трохи нагадує (напрямлений не ліворуч, а праворуч).

## Кодування
| Графема | HTML     | Юнікод | TeX   |
| ------- | -------- | ------ | ----- |
| Ç       | &Ccedil; | U+00C7 | \c{C} |
| ç       | &ccedil; | U+00E7 | \c{c} |
| Ş       | &Scedil; | U+015E | \c{S} |
| ş       | &scedil; | U+015F | \c{s} |